# (1503) Kuopio
(1503) Kuopio – planetoida z pasa głównego asteroid okrążająca Słońce w ciągu 4 lat i 94 dni w średniej odległości 2,63 au. Została odkryta 15 grudnia 1938 roku w Obserwatorium Iso-Heikkilä w Turku przez Yrjö Väisälä. Nazwa planetoidy pochodzi od Kuopio, miasta w Finlandii. Przed nadaniem nazwy planetoida nosiła oznaczenie tymczasowe (1503) 1938 XD.